# Oosterholt
Oosterholt is een buurtschap in de gemeente Kampen in de Nederlandse provincie Overijssel. Het ligt een kilometer ten zuidoosten van IJsselmuiden.

## Geschiedenis
In de 11e eeuw werd het Kartuizerklooster Sonnenberg gesticht in Oosterholt. Dit klooster kwam in de 14e eeuw tot bloei. In 1580 is het gesloten. Vermoedelijk lag het klooster bij de heuvel waar archeologische vondsten zijn gedaan die in deze richting wijzen. Het witte huisje op de heuvel waarvan beweerd werd dat het in oorsprong een overgebleven kluis van het klooster zou zijn, bleek bij onderzoek uit de 19e eeuw te stammen en niets met het verdwenen klooster te maken te hebben gehad.
Van der Aa vermeldt in zijn Aardrijkskundig Woordenboek dat Oosterholt een voormalige havezathe is waar in 1796 bouwmeester Jacob Otten Husly is overleden.

## Verdeling van de buurt

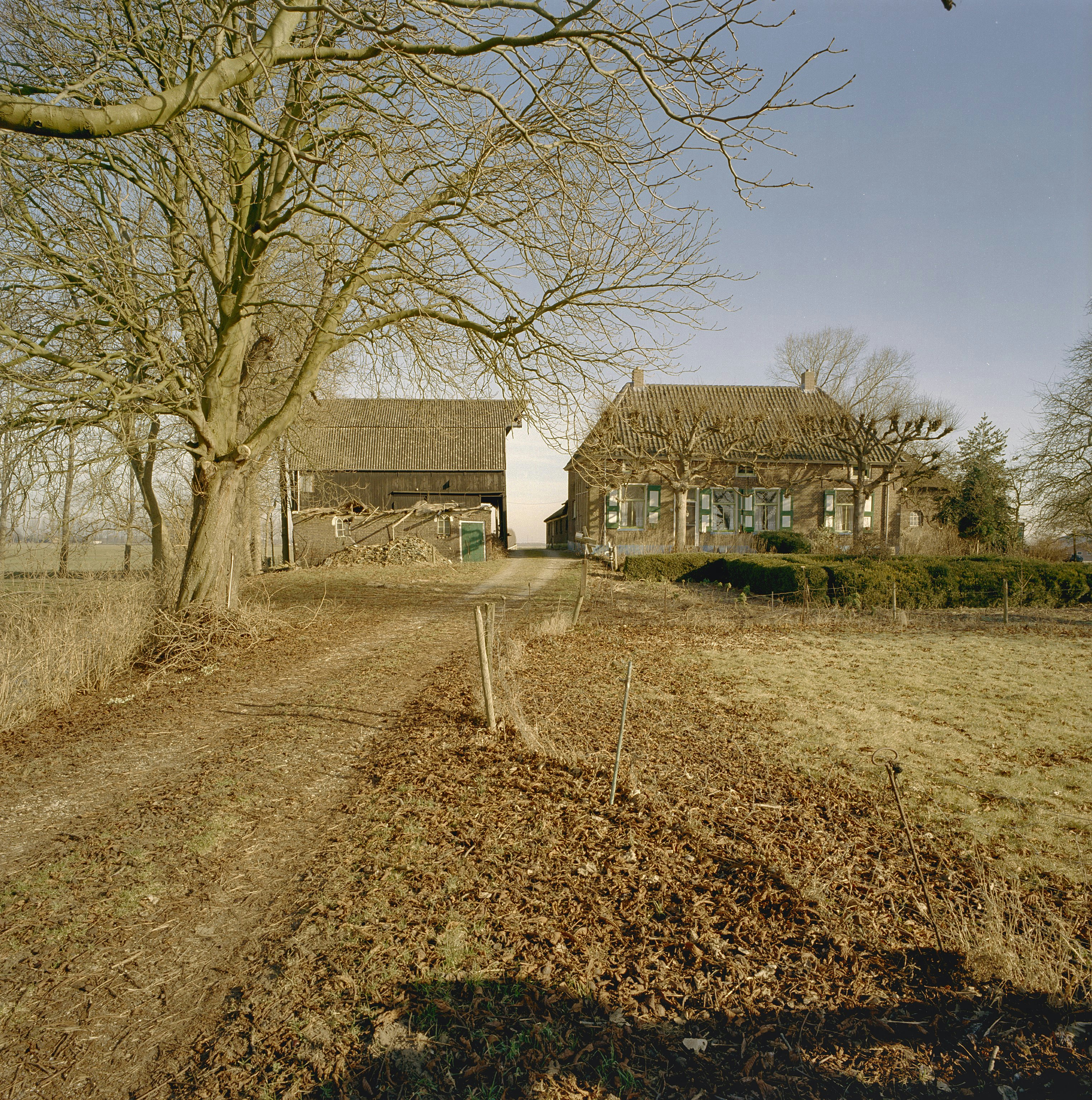
Een monumentale boerderij te Oosterholt

Oosterholt bestaat uit de volgende straten:
Oosterholtseweg, Sonnenbergweg, Oosterholtsesteeg, Oosterlandenweg, Veilingweg, Zwolseweg(Kampen tot s'Heerenbroek), Kamperwetering en Bosjessteeg.
Stad: Kampen      Dorpen: Grafhorst · 's-Heerenbroek · IJsselmuiden · Reeve · Wilsum · Zalk

Buurtschappen: Bisschopswetering · De Heuvels · Hogeweg · Kampereiland · Kamperveen · Mastenbroek (deels) · Nieuwstad · Oosterholt · De Roskam · Veecaten · De Zande · Zuideinde (deels) · Zwartendijk 

Overijssel · Steden en dorpen in Overijssel      Nederland · Provincies · Gemeenten